# Reuschberg (Spessart)
Der Reuschberg ist ein 414 m ü. NHN hoher Berg im Spessart im bayerischen Landkreis Aschaffenburg.

## Beschreibung
Im Kahlgrund, am Fuße des bewaldeten Reuschberges, liegt im Südwesten der Markt Schöllkrippen mit den Höfen Reuschberg, Schabernack und dem Röderhof. An der Nordseite befindet sich die Gemeinde Kleinkahl.
Auf dem Gipfel des Reuschberges befand sich einst die Altenburg oder auch Alte Burg genannt. Bis vor wenigen Jahren glaubte man an ihren keltischen Ursprung, was sich aber nach einer Ausgrabung als falsch erwiesen hat. Über den Gipfel führt der Degen-Weg.
Westlich des Gipfels, auf einer Höhe von etwa 385 m steht eine Sendeanlage, die von der Vodafone Group genutzt wird.
Der unterhalb des Waldrandes gelegene alte Hof Reuschberg ist ein ehemaliges Klostergebäude der Pallottiner. Seit 1991 befindet sich in den Gebäuden eine Akademie für Theater und Kunst.